# Song Tingting
Song Tingting (chinesisch 宋婷婷; * 22. April 1988) ist eine ehemalige chinesische Mittelstreckenläuferin, die sich auf den 800-Meter-Lauf spezialisiert hat.

## Sportliche Laufbahn
Erste internationale Erfahrungen sammelte Song Tingting bei den Hallenasienmeisterschaften 2012 in Hangzhou, bei denen sie in 2:11,32 min die Bronzemedaille über 800 Meter hinter ihrer Landsfrau Zhao Jing und Genzeb Shumi aus Bahrain. Im Jahr darauf siegte sie in 2:08,89 min bei den Ostasienspielen in Tianjin. 2017 schied sie bei den Asienmeisterschaften in Bhubaneswar mit 2:13,16 min im Vorlauf über 800 Meter aus und beendete im selben Jahr ihre aktive sportliche Karriere im Alter von 29 Jahren.

## Persönliche Bestzeiten
- 800 Meter: 2:03,26 min, 9. September 2013 in Shenyang
  - 800 Meter (Halle): 2:11,32 min, 19. Februar 2012 in Hangzhou